# Tour de Dubai 2018
El Tour de Dubai 2018 fou la cinquena edició del Tour de Dubai. La cursa es disputà en quatre etapes entre el 6 i el 10 de febrer de 2018 i formava part de l'UCI Àsia Tour 2018, amb una categoria 2.HC. Elia Viviani fou el vencedor de la classificació final, alhora que també guanyà dues etapes.

## Equips participants
Els 16 equips participants foren:
| WorldTeams (9)- Astana - Bahrain-Merida - BMC Racing Team - Quick-Step Floors - Dimension Data - Katusha-Alpecin - Lotto NL-Jumbo - Trek-Segafredo - UAE Team Emirates Equips continentals professionals (5)- Aqua Blue Sport - Cofidis, Solutions Crédits - Rally Cycling - Team Novo Nordisk - Wilier Triestina-Selle Italia Equip continental- Mitchelton-BikeExchange Equip nacional- Emirats Àrabs Units |
| |

## Etapes
| Etapa    | Data      | Ciutats d'etapa        | type              | Distància (km) | Vencedor de l'etapa | Líder de la general |
| -------- | --------- | ---------------------- | ----------------- | -------------- | ------------------- | ------------------- |
| 1a etapa | 6 de feb  | Dubai – Palm Jumeirah  | etapa plana       | 167            | Dylan Groenewegen   | Dylan Groenewegen   |
| 2a etapa | 7 de feb  | Dubai – Ras al-Khaimah | etapa plana       | 190            | Elia Viviani        | Dylan Groenewegen   |
| 3a etapa | 8 de feb  | Dubai – Fujairah       | etapa plana       | 180            | Mark Cavendish      | Elia Viviani        |
| 4a etapa | 9 de feb  | Dubai – Hatta          | etapa accidentada | 172            | Sonny Colbrelli     | Elia Viviani        |
| 5a etapa | 10 de feb | Dubai – Dubai          | etapa plana       | 132            | Elia Viviani        | Elia Viviani        |

### Etapa 1
| \| Classificació de l'etapa \| Classificació de l'etapa \| Classificació de l'etapa \| Classificació de l'etapa \| Classificació de l'etapa \| \| Corredor \| Corredor \| Equip \| Temps \| \| \| ------------------------ \| ------------------------ \| -------------------------- \| ------------------------ \| ------------------------ \| \| 1r \| Dylan Groenewegen \| LottoNL-Jumbo \| 3h 51' 35" \| \| \| 2n \| Magnus Cort Nielsen \| Astana \| + 0" \| \| \| 3r \| Elia Viviani \| Quick-Step Floors \| + 0" \| \| \| 4t \| Alexander Kristoff \| UAE Team Emirates \| + 0" \| \| \| 5è \| Nacer Bouhanni \| Cofidis, Solutions Crédits \| + 0" \| \| \| 6è \| Jacob Hennessy \| Mitchelton-BikeExchange \| + 0" \| \| \| 7è \| Eric Young \| Rally Cycling \| + 0" \| \| \| 8è \| Sonny Colbrelli \| Bahrain-Merida \| + 0" \| \| \| 9è \| Andrea Peron \| Team Novo Nordisk \| + 0" \| \| \| 10è \| Loïc Vliegen \| BMC Racing Team \| + 0" \| \| |                     |                            |            |
| |                     |                            |            |
| |                     |                            |            |
| Classificació de l'etapa |                     |                            |            |
| Corredor | Corredor            | Equip                      | Temps      |
| 1r | Dylan Groenewegen   | LottoNL-Jumbo              | 3h 51' 35" |
| 2n | Magnus Cort Nielsen | Astana                     | + 0"       |
| 3r | Elia Viviani        | Quick-Step Floors          | + 0"       |
| 4t | Alexander Kristoff  | UAE Team Emirates          | + 0"       |
| 5è | Nacer Bouhanni      | Cofidis, Solutions Crédits | + 0"       |
| 6è | Jacob Hennessy      | Mitchelton-BikeExchange    | + 0"       |
| 7è | Eric Young          | Rally Cycling              | + 0"       |
| 8è | Sonny Colbrelli     | Bahrain-Merida             | + 0"       |
| 9è | Andrea Peron        | Team Novo Nordisk          | + 0"       |
| 10è | Loïc Vliegen        | BMC Racing Team            | + 0"       |

| \| Classificació general \| Classificació general \| Classificació general \| Classificació general \| Classificació general \| \| Corredor \| Corredor \| Equip \| Temps \| \| \| --------------------- \| --------------------- \| -------------------------- \| --------------------- \| --------------------- \| \| 1r \| Dylan Groenewegen \| LottoNL-Jumbo \| 3h 51' 25" \| \| \| 2n \| Magnus Cort Nielsen \| Astana \| + 4" \| \| \| 3r \| Elia Viviani \| Quick-Step Floors \| + 6" \| \| \| 4t \| Nathan Van Hooydonck \| BMC Racing Team \| + 7" \| \| \| 5è \| Alexander Kristoff \| UAE Team Emirates \| + 10" \| \| \| 6è \| Nacer Bouhanni \| Cofidis, Solutions Crédits \| + 10" \| \| \| 7è \| Jacob Hennessy \| Mitchelton-BikeExchange \| + 10" \| \| \| 8è \| Eric Young \| Rally Cycling \| + 10" \| \| \| 9è \| Sonny Colbrelli \| Bahrain-Merida \| + 10" \| \| \| 10è \| Andrea Peron \| Team Novo Nordisk \| + 10" \| \| |                      |                            |            |
| |                      |                            |            |
| |                      |                            |            |
| Classificació general |                      |                            |            |
| Corredor | Corredor             | Equip                      | Temps      |
| 1r | Dylan Groenewegen    | LottoNL-Jumbo              | 3h 51' 25" |
| 2n | Magnus Cort Nielsen  | Astana                     | + 4"       |
| 3r | Elia Viviani         | Quick-Step Floors          | + 6"       |
| 4t | Nathan Van Hooydonck | BMC Racing Team            | + 7"       |
| 5è | Alexander Kristoff   | UAE Team Emirates          | + 10"      |
| 6è | Nacer Bouhanni       | Cofidis, Solutions Crédits | + 10"      |
| 7è | Jacob Hennessy       | Mitchelton-BikeExchange    | + 10"      |
| 8è | Eric Young           | Rally Cycling              | + 10"      |
| 9è | Sonny Colbrelli      | Bahrain-Merida             | + 10"      |
| 10è | Andrea Peron         | Team Novo Nordisk          | + 10"      |

### Etapa 2
| \| Classificació de l'etapa \| Classificació de l'etapa \| Classificació de l'etapa \| Classificació de l'etapa \| Classificació de l'etapa \| \| Corredor \| Corredor \| Equip \| Temps \| \| \| ------------------------ \| ------------------------ \| ------------------------ \| ------------------------ \| ------------------------ \| \| 1r \| Elia Viviani \| Quick-Step Floors \| 4h 34' 31" \| \| \| 2n \| Dylan Groenewegen \| LottoNL-Jumbo \| + 0" \| \| \| 3r \| Riccardo Minali \| Astana \| + 0" \| \| \| 4t \| Mark Cavendish \| Dimension Data \| + 0" \| \| \| 5è \| John Degenkolb \| Trek-Segafredo \| + 0" \| \| \| 6è \| Magnus Cort Nielsen \| Astana \| + 0" \| \| \| 7è \| Alexander Kristoff \| UAE Team Emirates \| + 0" \| \| \| 8è \| Jean-Pierre Drucker \| BMC Racing Team \| + 0" \| \| \| 9è \| Sonny Colbrelli \| Bahrain-Merida \| + 0" \| \| \| 10è \| Adam Blythe \| Aqua Blue Sport \| + 0" \| \| |                     |                   |            |
| |                     |                   |            |
| |                     |                   |            |
| Classificació de l'etapa |                     |                   |            |
| Corredor | Corredor            | Equip             | Temps      |
| 1r | Elia Viviani        | Quick-Step Floors | 4h 34' 31" |
| 2n | Dylan Groenewegen   | LottoNL-Jumbo     | + 0"       |
| 3r | Riccardo Minali     | Astana            | + 0"       |
| 4t | Mark Cavendish      | Dimension Data    | + 0"       |
| 5è | John Degenkolb      | Trek-Segafredo    | + 0"       |
| 6è | Magnus Cort Nielsen | Astana            | + 0"       |
| 7è | Alexander Kristoff  | UAE Team Emirates | + 0"       |
| 8è | Jean-Pierre Drucker | BMC Racing Team   | + 0"       |
| 9è | Sonny Colbrelli     | Bahrain-Merida    | + 0"       |
| 10è | Adam Blythe         | Aqua Blue Sport   | + 0"       |

| \| Classificació general \| Classificació general \| Classificació general \| Classificació general \| Classificació general \| \| Corredor \| Corredor \| Equip \| Temps \| \| \| --------------------- \| --------------------- \| -------------------------- \| --------------------- \| --------------------- \| \| 1r \| Dylan Groenewegen \| LottoNL-Jumbo \| 8h 25' 50" \| \| \| 2n \| Elia Viviani \| Quick-Step Floors \| + 2" \| \| \| 3r \| Nathan Van Hooydonck \| BMC Racing Team \| + 9" \| \| \| 4t \| Magnus Cort Nielsen \| Astana \| + 10" \| \| \| 5è \| Riccardo Minali \| Astana \| + 12" \| \| \| 6è \| Alexander Kristoff \| UAE Team Emirates \| + 16" \| \| \| 7è \| Nacer Bouhanni \| Cofidis, Solutions Crédits \| + 16" \| \| \| 8è \| Sonny Colbrelli \| Bahrain-Merida \| + 16" \| \| \| 9è \| John Degenkolb \| Trek-Segafredo \| + 16" \| \| \| 10è \| Jacob Hennessy \| Mitchelton-BikeExchange \| + 16" \| \| |                      |                            |            |
| |                      |                            |            |
| |                      |                            |            |
| Classificació general |                      |                            |            |
| Corredor | Corredor             | Equip                      | Temps      |
| 1r | Dylan Groenewegen    | LottoNL-Jumbo              | 8h 25' 50" |
| 2n | Elia Viviani         | Quick-Step Floors          | + 2"       |
| 3r | Nathan Van Hooydonck | BMC Racing Team            | + 9"       |
| 4t | Magnus Cort Nielsen  | Astana                     | + 10"      |
| 5è | Riccardo Minali      | Astana                     | + 12"      |
| 6è | Alexander Kristoff   | UAE Team Emirates          | + 16"      |
| 7è | Nacer Bouhanni       | Cofidis, Solutions Crédits | + 16"      |
| 8è | Sonny Colbrelli      | Bahrain-Merida             | + 16"      |
| 9è | John Degenkolb       | Trek-Segafredo             | + 16"      |
| 10è | Jacob Hennessy       | Mitchelton-BikeExchange    | + 16"      |

### Etapa 3
| \| Classificació de l'etapa \| Classificació de l'etapa \| Classificació de l'etapa \| Classificació de l'etapa \| Classificació de l'etapa \| \| Corredor \| Corredor \| Equip \| Temps \| \| \| ------------------------ \| ------------------------ \| -------------------------- \| ------------------------ \| ------------------------ \| \| 1r \| Mark Cavendish \| Dimension Data \| 3h 53' 46" \| \| \| 2n \| Nacer Bouhanni \| Cofidis, Solutions Crédits \| + 0" \| \| \| 3r \| Marcel Kittel \| Katusha-Alpecin \| + 0" \| \| \| 4t \| Adam Blythe \| Aqua Blue Sport \| + 0" \| \| \| 5è \| Sonny Colbrelli \| Bahrain-Merida \| + 0" \| \| \| 6è \| Elia Viviani \| Quick-Step Floors \| + 0" \| \| \| 7è \| Alexander Kristoff \| UAE Team Emirates \| + 0" \| \| \| 8è \| Magnus Cort Nielsen \| Astana \| + 0" \| \| \| 9è \| Riccardo Minali \| Astana \| + 0" \| \| \| 10è \| Dylan Groenewegen \| LottoNL-Jumbo \| + 0" \| \| |                     |                            |            |
| |                     |                            |            |
| |                     |                            |            |
| Classificació de l'etapa |                     |                            |            |
| Corredor | Corredor            | Equip                      | Temps      |
| 1r | Mark Cavendish      | Dimension Data             | 3h 53' 46" |
| 2n | Nacer Bouhanni      | Cofidis, Solutions Crédits | + 0"       |
| 3r | Marcel Kittel       | Katusha-Alpecin            | + 0"       |
| 4t | Adam Blythe         | Aqua Blue Sport            | + 0"       |
| 5è | Sonny Colbrelli     | Bahrain-Merida             | + 0"       |
| 6è | Elia Viviani        | Quick-Step Floors          | + 0"       |
| 7è | Alexander Kristoff  | UAE Team Emirates          | + 0"       |
| 8è | Magnus Cort Nielsen | Astana                     | + 0"       |
| 9è | Riccardo Minali     | Astana                     | + 0"       |
| 10è | Dylan Groenewegen   | LottoNL-Jumbo              | + 0"       |

| \| Classificació general \| Classificació general \| Classificació general \| Classificació general \| Classificació general \| \| Corredor \| Corredor \| Equip \| Temps \| \| \| --------------------- \| --------------------- \| -------------------------- \| --------------------- \| --------------------- \| \| 1r \| Elia Viviani \| Quick-Step Floors \| 12h 19' 38" \| \| \| 2n \| Mark Cavendish \| Dimension Data \| + 4" \| \| \| 3r \| Nathan Van Hooydonck \| BMC Racing Team \| + 7" \| \| \| 4t \| Magnus Cort Nielsen \| Astana \| + 8" \| \| \| 5è \| Nacer Bouhanni \| Cofidis, Solutions Crédits \| + 8" \| \| \| 6è \| Loïc Vliegen \| BMC Racing Team \| + 8" \| \| \| 7è \| Marcel Kittel \| Katusha-Alpecin \| + 10" \| \| \| 8è \| Riccardo Minali \| Astana \| + 10" \| \| \| 9è \| Alexander Kristoff \| UAE Team Emirates \| + 14" \| \| \| 10è \| Sonny Colbrelli \| Bahrain-Merida \| + 14" \| \| |                      |                            |             |
| |                      |                            |             |
| |                      |                            |             |
| Classificació general |                      |                            |             |
| Corredor | Corredor             | Equip                      | Temps       |
| 1r | Elia Viviani         | Quick-Step Floors          | 12h 19' 38" |
| 2n | Mark Cavendish       | Dimension Data             | + 4"        |
| 3r | Nathan Van Hooydonck | BMC Racing Team            | + 7"        |
| 4t | Magnus Cort Nielsen  | Astana                     | + 8"        |
| 5è | Nacer Bouhanni       | Cofidis, Solutions Crédits | + 8"        |
| 6è | Loïc Vliegen         | BMC Racing Team            | + 8"        |
| 7è | Marcel Kittel        | Katusha-Alpecin            | + 10"       |
| 8è | Riccardo Minali      | Astana                     | + 10"       |
| 9è | Alexander Kristoff   | UAE Team Emirates          | + 14"       |
| 10è | Sonny Colbrelli      | Bahrain-Merida             | + 14"       |

### Etapa 4
| \| Classificació de l'etapa \| Classificació de l'etapa \| Classificació de l'etapa \| Classificació de l'etapa \| Classificació de l'etapa \| \| Corredor \| Corredor \| Equip \| Temps \| \| \| ------------------------ \| ------------------------ \| -------------------------- \| ------------------------ \| ------------------------ \| \| 1r \| Sonny Colbrelli \| Bahrain-Merida \| 3h 40' 50" \| \| \| 2n \| Magnus Cort Nielsen \| Astana \| + 0" \| \| \| 3r \| Timo Roosen \| LottoNL-Jumbo \| + 0" \| \| \| 4t \| Alexander Kristoff \| UAE Team Emirates \| + 0" \| \| \| 5è \| Giacomo Nizzolo \| Trek-Segafredo \| + 0" \| \| \| 6è \| Elia Viviani \| Quick-Step Floors \| + 0" \| \| \| 7è \| Tom Bohli \| BMC Racing Team \| + 0" \| \| \| 8è \| Nacer Bouhanni \| Cofidis, Solutions Crédits \| + 0" \| \| \| 9è \| Loïc Vliegen \| BMC Racing Team \| + 0" \| \| \| 10è \| Nathan Van Hooydonck \| BMC Racing Team \| + 0" \| \| |                      |                            |            |
| |                      |                            |            |
| |                      |                            |            |
| Classificació de l'etapa |                      |                            |            |
| Corredor | Corredor             | Equip                      | Temps      |
| 1r | Sonny Colbrelli      | Bahrain-Merida             | 3h 40' 50" |
| 2n | Magnus Cort Nielsen  | Astana                     | + 0"       |
| 3r | Timo Roosen          | LottoNL-Jumbo              | + 0"       |
| 4t | Alexander Kristoff   | UAE Team Emirates          | + 0"       |
| 5è | Giacomo Nizzolo      | Trek-Segafredo             | + 0"       |
| 6è | Elia Viviani         | Quick-Step Floors          | + 0"       |
| 7è | Tom Bohli            | BMC Racing Team            | + 0"       |
| 8è | Nacer Bouhanni       | Cofidis, Solutions Crédits | + 0"       |
| 9è | Loïc Vliegen         | BMC Racing Team            | + 0"       |
| 10è | Nathan Van Hooydonck | BMC Racing Team            | + 0"       |

| \| Classificació general \| Classificació general \| Classificació general \| Classificació general \| Classificació general \| \| Corredor \| Corredor \| Equip \| Temps \| \| \| --------------------- \| --------------------- \| -------------------------- \| --------------------- \| --------------------- \| \| 1r \| Elia Viviani \| Quick-Step Floors \| 16h 00' 28" \| \| \| 2n \| Magnus Cort Nielsen \| Astana \| + 2" \| \| \| 3r \| Sonny Colbrelli \| Bahrain-Merida \| + 4" \| \| \| 4t \| Nathan Van Hooydonck \| BMC Racing Team \| + 7" \| \| \| 5è \| Nacer Bouhanni \| Cofidis, Solutions Crédits \| + 8" \| \| \| 6è \| Loïc Vliegen \| BMC Racing Team \| + 8" \| \| \| 7è \| Timo Roosen \| LottoNL-Jumbo \| + 10" \| \| \| 8è \| Alexander Kristoff \| UAE Team Emirates \| + 14" \| \| \| 9è \| Jean-Pierre Drucker \| BMC Racing Team \| + 14" \| \| \| 10è \| Dylan Teuns \| BMC Racing Team \| + 14" \| \| |                      |                            |             |
| |                      |                            |             |
| |                      |                            |             |
| Classificació general |                      |                            |             |
| Corredor | Corredor             | Equip                      | Temps       |
| 1r | Elia Viviani         | Quick-Step Floors          | 16h 00' 28" |
| 2n | Magnus Cort Nielsen  | Astana                     | + 2"        |
| 3r | Sonny Colbrelli      | Bahrain-Merida             | + 4"        |
| 4t | Nathan Van Hooydonck | BMC Racing Team            | + 7"        |
| 5è | Nacer Bouhanni       | Cofidis, Solutions Crédits | + 8"        |
| 6è | Loïc Vliegen         | BMC Racing Team            | + 8"        |
| 7è | Timo Roosen          | LottoNL-Jumbo              | + 10"       |
| 8è | Alexander Kristoff   | UAE Team Emirates          | + 14"       |
| 9è | Jean-Pierre Drucker  | BMC Racing Team            | + 14"       |
| 10è | Dylan Teuns          | BMC Racing Team            | + 14"       |

### Etapa 5
| \| Classificació de l'etapa \| Classificació de l'etapa \| Classificació de l'etapa \| Classificació de l'etapa \| Classificació de l'etapa \| \| Corredor \| Corredor \| Equip \| Temps \| \| \| ------------------------ \| ------------------------ \| ------------------------ \| ------------------------ \| ------------------------ \| \| 1r \| Elia Viviani \| Quick-Step Floors \| 3h 05' 28" \| \| \| 2n \| Marco Haller \| Katusha-Alpecin \| + 0" \| \| \| 3r \| Adam Blythe \| Aqua Blue Sport \| + 0" \| \| \| 4t \| Jean-Pierre Drucker \| BMC Racing Team \| + 0" \| \| \| 5è \| Rick Zabel \| Katusha-Alpecin \| + 0" \| \| \| 6è \| Marcel Kittel \| Katusha-Alpecin \| + 0" \| \| \| 7è \| Sonny Colbrelli \| Bahrain-Merida \| + 0" \| \| \| 8è \| Magnus Cort Nielsen \| Astana \| + 0" \| \| \| 9è \| Andrea Peron \| Team Novo Nordisk \| + 0" \| \| \| 10è \| Fabio Sabatini \| Quick-Step Floors \| + 0" \| \| |                     |                   |            |
| |                     |                   |            |
| |                     |                   |            |
| Classificació de l'etapa |                     |                   |            |
| Corredor | Corredor            | Equip             | Temps      |
| 1r | Elia Viviani        | Quick-Step Floors | 3h 05' 28" |
| 2n | Marco Haller        | Katusha-Alpecin   | + 0"       |
| 3r | Adam Blythe         | Aqua Blue Sport   | + 0"       |
| 4t | Jean-Pierre Drucker | BMC Racing Team   | + 0"       |
| 5è | Rick Zabel          | Katusha-Alpecin   | + 0"       |
| 6è | Marcel Kittel       | Katusha-Alpecin   | + 0"       |
| 7è | Sonny Colbrelli     | Bahrain-Merida    | + 0"       |
| 8è | Magnus Cort Nielsen | Astana            | + 0"       |
| 9è | Andrea Peron        | Team Novo Nordisk | + 0"       |
| 10è | Fabio Sabatini      | Quick-Step Floors | + 0"       |

## Classificació final
| \| Classificació general \| Classificació general \| Classificació general \| Classificació general \| Classificació general \| \| Corredor \| Corredor \| Equip \| Temps \| \| \| --------------------- \| --------------------- \| -------------------------- \| --------------------- \| --------------------- \| \| 1r \| Elia Viviani \| Quick-Step Floors \| 19h 05' 46" \| \| \| 2n \| Magnus Cort Nielsen \| Astana \| + 12" \| \| \| 3r \| Sonny Colbrelli \| Bahrain-Merida \| + 14" \| \| \| 4t \| Nathan Van Hooydonck \| BMC Racing Team \| + 17" \| \| \| 5è \| Loïc Vliegen \| BMC Racing Team \| + 18" \| \| \| 6è \| Nacer Bouhanni \| Cofidis, Solutions Crédits \| + 18" \| \| \| 7è \| Timo Roosen \| LottoNL-Jumbo \| + 20" \| \| \| 8è \| Jean-Pierre Drucker \| BMC Racing Team \| + 24" \| \| \| 9è \| Alexander Kristoff \| UAE Team Emirates \| + 24" \| \| \| 10è \| Rick Zabel \| Katusha-Alpecin \| + 24" \| \| |                      |                            |             |
| |                      |                            |             |
| Font: ProCyclingStats |                      |                            |             |
| Classificació general |                      |                            |             |
| Corredor | Corredor             | Equip                      | Temps       |
| 1r | Elia Viviani         | Quick-Step Floors          | 19h 05' 46" |
| 2n | Magnus Cort Nielsen  | Astana                     | + 12"       |
| 3r | Sonny Colbrelli      | Bahrain-Merida             | + 14"       |
| 4t | Nathan Van Hooydonck | BMC Racing Team            | + 17"       |
| 5è | Loïc Vliegen         | BMC Racing Team            | + 18"       |
| 6è | Nacer Bouhanni       | Cofidis, Solutions Crédits | + 18"       |
| 7è | Timo Roosen          | LottoNL-Jumbo              | + 20"       |
| 8è | Jean-Pierre Drucker  | BMC Racing Team            | + 24"       |
| 9è | Alexander Kristoff   | UAE Team Emirates          | + 24"       |
| 10è | Rick Zabel           | Katusha-Alpecin            | + 24"       |

## Evolució de les classificacions
| Etapa              | Vencedor           | Classificació general | Classificació per punts | Classificació dels joves | Classificació dels esprints |
| ------------------ | ------------------ | --------------------- | ----------------------- | ------------------------ | --------------------------- |
| 1                  | Dylan Groenewegen  | Dylan Groenewegen     | Dylan Groenewegen       | Daniel Teklehaimanot     | Dylan Groenewegen           |
| 2                  | Elia Viviani       | Dylan Groenewegen     | Dylan Groenewegen       | Nathan Van Hooydonck     | Dylan Groenewegen           |
| 3                  | Mark Cavendish     | Elia Viviani          | Dylan Groenewegen       | Nathan Van Hooydonck     | Nathan Van Hooydonck        |
| 4                  | Sonny Colbrelli    | Elia Viviani          | Elia Viviani            | Nathan Van Hooydonck     | Magnus Cort Nielsen         |
| 5                  | Elia Viviani       | Elia Viviani          | Elia Viviani            | Quentin Valognes         | Magnus Cort Nielsen         |
| Classements finals | Classements finals | Elia Viviani          | Elia Viviani            | Quentin Valognes         | Magnus Cort Nielsen         |